# Корыпалово
Корыпалово — опустевшая деревня в Тонкинском районе Нижегородской области. Входит в сельское поселение Пакалевский сельсовет.

## География
Находится на расстоянии примерно 35 километров по прямой на запад-юго-запад от районного центра поселка Тонкино.

## История
В 1870 году было учтено дворов 20 и жителей 101, в 1916 году 10 и 54 соответственно. Был развит пильщицкий  промысел, работал дегтярный завод. В годы коллективизации был основан колхоз «Заря свободы».

## Население
Постоянное население  составляло 9 человек (русские 100%) в 2002 году, 0 в 2010 .